# Трансакционная модель коммуникации

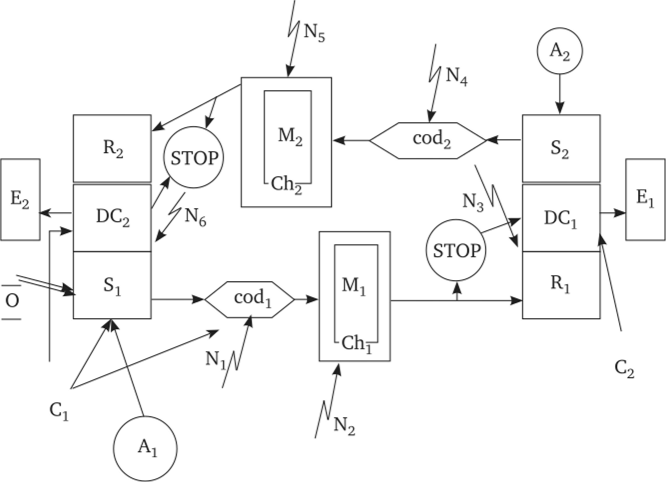
Трансакционная модель коммуникации А.Тэна

Трансакционная модель коммуникации А. Тэна — представляет собой обмен сообщениями между отправителем и получателем, где каждый по очереди отправляет или получает сообщения. В данной модели и «отправитель», и «получатель» определяются как «коммуникаторы» и их роль каждый раз меняется в ходе процесса передачи и приема сообщений, происходящих одновременно. Схема данной модели была предложена представителем техасской коммуникационной школы Алексисом Тэном. 

## Описание модели
В трансакционной модели коммуникация рассматривается как система, состоящая из различных компонентов (источник сообщения, сообщение, канал, получатель) и видов поведения (кодирование, декодирование, целеполагание).
Коммуникация начинается, когда субъект-инициатор коммуникации реагирует на стимул в окружающей его среде. В качестве последнего может выступать любой объект в поле непосредственного сенсорного восприятия или объект, связанный с прошлым опытом субъекта. Социальный субъект в каждый момент времени может реагировать на определённое ограниченное количество стимулов, отбор которых носит целесообразный характер, то есть субъект всегда инициирует коммуникацию с определённой целью.
Выбор объектов, по поводу которых будет осуществляться коммуникация, так же зависит от восприятия (перцепцией) субъекта. Под перцепцией будем понимать ментальную активность индивида, связанную с познанием и пониманием сообщения. Здесь стоит отметить, что существенную роль играет культурный и (или) социальный контекст, так как он будет влиять на содержание сообщения, а также кому и с помощью какого канала коммуникации оно будет отправлено.
После того, как стимул осознан и отобран для коммуникации, происходит кодирование — процесс, когда субъект должен преобразовать стимул в символы, которые будут понятны предполагаемому получателю (или другими словами превращение мыслей в сообщение).
Результатом становится сообщение, имеющее собственную форму и существующее независимо от коммуникатора, которое может быть передано адресату посредством какого-либо средства или канала коммуникации. При очной личной коммуникации каналом является воздух. В массовых коммуникациях сообщения посылаются посредством радиоволн, электромагнитных колебаний, газет, журналов и иных средств массовой коммуникации.
Адресатом исходного сообщения может быть индивид, группа или социальная организация. Если сообщение физически не может достичь получателя, процесс коммуникации останавливается. В этом случае коммуникация не состоялась.
Если сообщение достигло адресата, последний должен декодировать его, то есть ознакомиться с ним, понять и интерпретировать.
После у получателя есть по крайней мере две альтернативы. Во-первых, он может каким-либо образом в связи с сообщением изменить параметры своего сознания и (или) поведения. Это изменение и есть эффект коммуникации. В том случае если обозначенное изменение может быть объективно измерено, можно сделать вывод, что факт коммуникации состоялся.
Во-вторых, он может ответить, то есть закодировать свое сообщение и отправить его обратно в адрес первоначального источника. Этот процесс обычно называют обратной связью. Таким образом, отправитель и получатель меняются местами и запускается аналогичный обратный процесс. Теоретически такая коммуникация между двумя социальными субъектами может продолжаться бесконечно.

## Факторы, препятствующие коммуникации
Важным элементом трансакционной модели является шум, как основной фактор препятствующий коммуникации, искажающий объём и смысл сообщения.
В математической модели Шеннона и Уивера шум определяется как любой источник искажения сообщения в системе коммуникации. Безупречная коммуникация в их модели имеет место тогда, когда объём информации в сообщении отправляемым источником равен объёму информации, получаемому адресатом. Шеннон и Уивер, таким образом, интересовались только объёмом (количеством) отправленной и доставленной информации.
В рассматривающейся же трансакционной моделе учитывается не только количество, но и содержание (значение) информации. Безупречная коммуникация происходит тогда, когда одновременно равны объёмы отправленной и полученной информации, а также когда отправленный смысл сообщения эквивалентен смыслу полученному. Достигнуть такой безупречной коммуникации удается крайне редко. Это обусловлено влиянием культурных различий на процесс восприятия.
В данной модели шумы могут быть вызваны следующими факторами.
Источником шума может стать коммуникатор — шум возникает по причине правильного или неправильного использования языка и селективного восприятия, обусловленного культурными и (или) социальными различиями.
Канал коммуникации — шум возникает вследствие специфики канала передачи сообщения. Например радиопомехи или брак при печати газеты.
Получатель сообщения — в данном случае шум зависит от реакций получателя и делится на следующие составляющие, в зависимости от влияющих факторов: избирательное внимание; избирательное восприятие; избирательное запоминание.

## Критика
Модель находится в высшей степени зависимости от контекста (социального, реляционного и культурного). Это в значительной степени определяет, какие именно сообщения, почему и каким образом будут отправлены. Эта особенность провоцирует появление большего количества факторов, которые могут исказить смысл сообщения и привести к недопониманиям или обрыву коммуникации.